# Гай Элий
Гай Элий (лат. Gaius Aelius; IV—III века до н. э.) — римский политический деятель из плебейского рода Элиев, народный трибун предположительно в 285 году до н. э. Упоминается только в одном источнике — «Естественной истории» Плиния Старшего; там сообщается, что жители греческого города Фурии в Южной Италии посвятили Гаю статую в благодарность за помощь против луканов.